# Paul Franceschi
Pour les articles homonymes, voir Franceschi.
Pierre Paul Franceschi est un sculpteur et marionnettiste français, né à Dijon en 1828 et mort à Besançon le 18 mars 1894.
Dans beaucoup de dictionnaires et biographies, il est prénommé par erreur Jean Paul Paschal Franceschi, confondu avec ce frère né en 1826 à Bar-sur-Aube mais décédé avant la naissance de Pierre Paul à Dijon.
Son frère aîné Jules Franceschi (1825-1893) est également sculpteur.

## Biographie
Né dans une famille d'origine italienne, Pierre Paul Franceschi est le fils de Giovanni Franceschi, mouleur-figuriste. Celui-ci s'installe à Besançon en 1831 à la demande de Charles-Antoine Flajoulot. Paul Franceschi entre à l'école municipale de dessin et suit les cours de Joseph-Ferdinand Lancrenon puis part à Paris où il est élève de François Rude et camarade d'atelier de Jean-Baptiste Carpeaux. Paul Franceschi revient à Besançon où il enseigne le dessin et la sculpture. Il aura pour élève  Nicolas-Constant Cadé (1846-1887) sculpteur et professeur à l'école des Beaux-Arts de Besançon. Il participe à la vie sociale bisontine en devenant le secrétaire de l’Association générale pour secours mutuels établie à Besançon et à la vie culturelle, en publiant par exemple Le Bossu, almanach drolatique de la Franche-Comté en 1877.
Vers 1875, il a créé un ensemble de marionnettes pour la crèche comtoise. Cette collection est conservée à Besançon au Musée comtois.

## Œuvres dans les collections publiques
- Besançon :
  - cimetière[Lequel ?] : Portraits en médaillon des défunts sur la tombe de Charles-Antoine Flajoulot, sur celle de l'abbé Griffon, et sur celle de l'abbé Vieille.
  - collège catholique, chapelle : Assomption ; Saint-François-Xavier ; Saint Joseph ; Saint Vincent-de-Paul.
  - église Notre-Dame : Saint Férréol, Saint Ferjeux.
  - église Saint-Pierre : La Fondation de l'Archiconfrérie pour la conversion des pécheurs.
  - hôpital Saint-Jacques : Saint Roch ; Saint Jacques.
  - Musée comtois, Collection Paul Franceschi : 24 marionnettes à manche pour la crèche comtoise, vers 1875[4].
- Le Russey, Le Père Dominique Parremin, missionnaire, statue en fonte.